# امید تیزتک
امید تزتک (زاده ۳ بهمن ۱۳۷۳ در قوچان، خراسان رضوی) جودوکار و کوراش‌کار و کشتی گیر کشتی با چوخه اهل ایران است.
از افتخارات وی می‌توان به کسب مدال نقره وزن ۸۱- کیلوگرم در مسابقات قهرمانی کوراش آسیا ۲۰۱۸ اشاره کرد.

## نگاره
امید تزتک و الیاس علی‌اکبری بر روی سکوی قهرمانی مسابقات بازی‌های آسیایی ۲۰۱۸ جاکارتا.

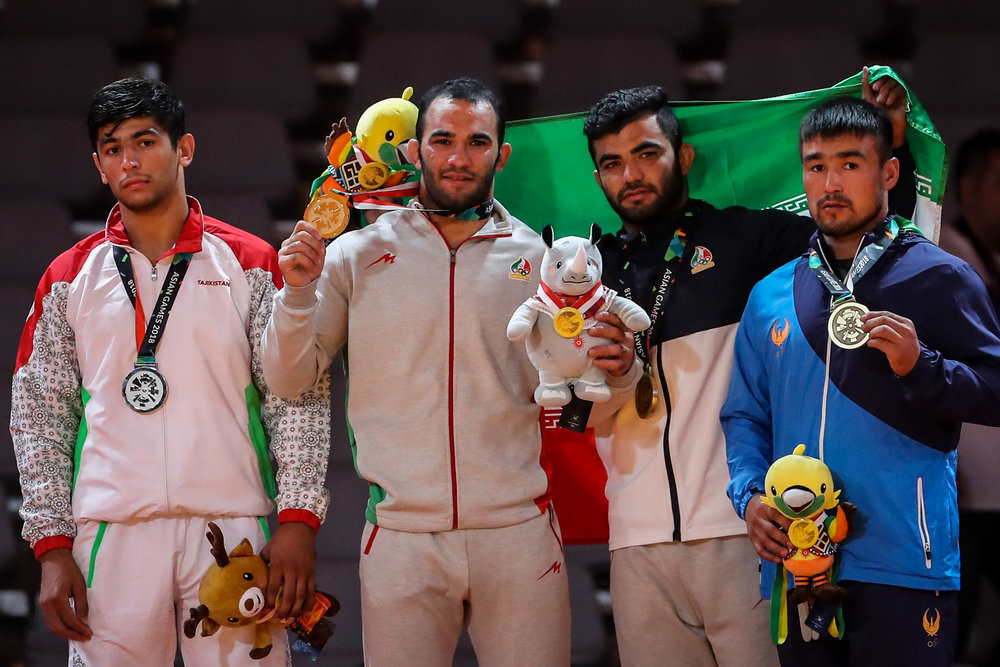

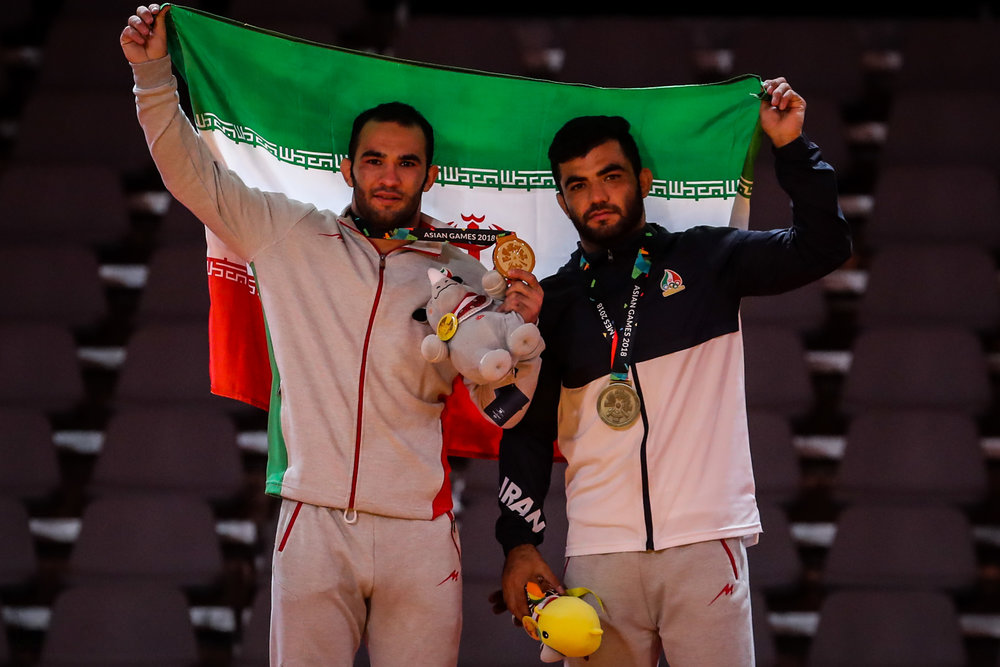

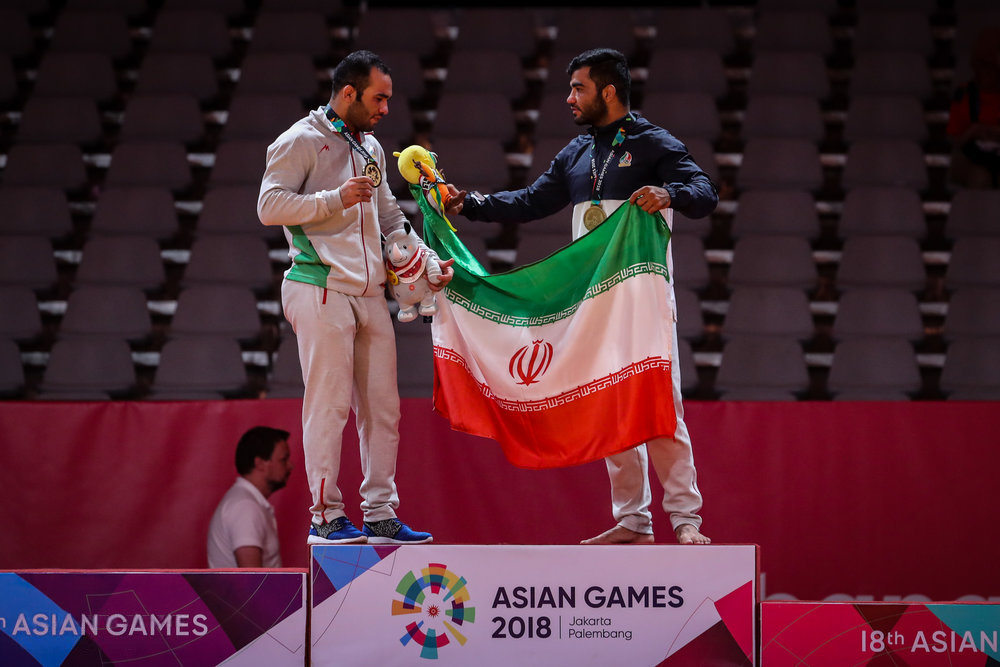

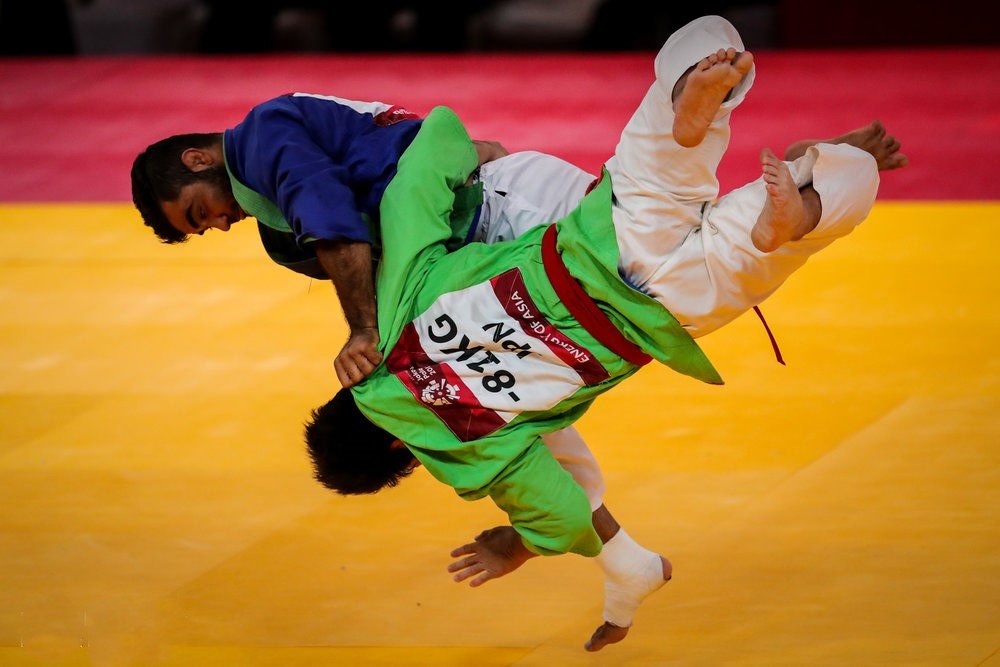